# Станіслав Буринський
Станіслав Буринський (Буржинський) — український шляхтич, представник, ймовірно, шляхетського роду гербу «Тривдар», осілого з початку XVI століття на Поділлі.

## Життєпис
На початку XVII ст. Буринські тримали село Марківці Кам'янецького староства. Ймовірно Станіслав Буринський познайомився з Олександром Пісочинським на Поділлі. На початку 1630-х рр. Олександр посідав уряди кам'янецького каштеляна й уланівського старости. Згодом, Станіслав Буринський ніс військову службу у коронному війську, а О. Пісочинський був королівським ротмістром і одним організаторів антитатарської оборони на Поділлі.
Як намісник судового підстарости у Новгороді-Сіверському Чернігівського воєводства Станіслав Буринський зафіксований у джерелах з грудня 1637 до січня 1643 року. Після Деулінського перемир'я, Чернігово—Сіверські землі було повернуто Речі Посполитій, а Новгород-Сіверський став центром повіту Чернігівського воєводства. У системі судочинства й адміністрування Речі Посполитої одними з найбільш ефективних установ були ґроди. Вони засновувалися в ключових королівських замках — центрах повітів — територіально-адміністративних одиницях, з яких складалися воєводства. Одна із семи ґродсько-судових установ на території українських воєводств була у місті Новгород-Сіверському, відкрита в результаті схвалення конституції коронаційним сеймом 1633 р. під назвою «Ординація чернігівська». Також, у жовтні 1633 року Новгород-сіверським старостою став Олександр Пісочинський. В цей час (з 1639 по 1647 рр.) посаду намісника судового підстарости також обіймав Самуель Дідковський. З 1639 року в руках судового підстарости сконцентрувалося фактичне керівництво рочками. У свою чергу, субделегати призначалися одноосібно старостою і могли виконувати свої обов'язки голови суду як одноразово, так і протягом всього часу відбуття рочок.
Крім урядування на посаді намісника судового підстарости, Станіслав Буринський також засвідчував виписи з новгород-сіверських ґродських книг за відсутності писаря.